# ۱۴ دسامبر
۱۴ دسامبر سیصد و چهل و هشتمین (در سال‌های کبیسه سیصد و چهل و نهمین) روز سال در گاه‌شماری میلادی است. از این روز تا پایان سال ۱۷ روز باقی‌است.

## رویدادها
- ۱۸۱۹ - آلاباما به عنوان بیست و دومین ایالت ایالات متحده آمریکا شناخته شد.
- ۱۹۰۳ - اولین اقدام برادران رایت برای پرواز
- ۱۹۱۸ - فریدریش کارل، شاهزاده آلمانی، تنها پس از دو ماه و پنج روز و بدون این که هیچگاه وارد این کشور بشود، از مقام پادشاهی فنلاند کناره‌گیری کرد.
- ۱۹۵۵ - کشورهای آلبانی، اتریش، بلغارستان، کامبوج، سری‌لانکا، فنلاند، مجارستان، ایرلند، ایتالیا، اردن، لائوس، لیبی، نپال، پرتغال، رومانی و اسپانیا به عضویت سازمان ملل متحد درآمدند.

## زادروزها
- ۱۵۰۳ - نوسترآداموس، پیشگوی فرانسوی
- ۱۸۶۱ - جرجی زیدان، تاریخ‌نگار، داستان‌نویس و روزنامه‌نگار لبنانی
- ۱۹۲۳ – توفیق عبدالله صایغ، شاعر فلسطینی.[۱]
- ۱۹۳۵ - لی رمیک، بازیگر آمریکایی
- ۱۹۴۸ – سلدا باعجان، خواننده و موسیقی‌دان اهل ترکیه
- ۱۹۶۱ – فردریک دلک، بازیگر و صداپیشه اهل سوئد
- ۱۹۸۵ – توما لوبا، دوچرخه‌سوار اهل فرانسه
- ۱۹۹۹ – رنا رئیس، بازیگر مصری.[۲]

## درگذشت‌ها
- ۱۷۸۸ - کارل فیلیپ امانوئل باخ، آهنگساز آلمانی
- ۱۷۹۹ - جرج واشینگتن، نخستین رئیس‌جمهور ایالات متحده آمریکا